# Arhopala phryxus
Arhopala phryxus är en fjärilsart som beskrevs av Jean Baptiste Boisduval 1832. Arhopala phryxus ingår i släktet Arhopala och familjen juvelvingar. Inga underarter finns listade i Catalogue of Life.